# Метай, Шкодран
Шкодран Метай (алб. Shkodran Metaj; 5 февраля 1988 года, Печ) — косоварский футболист, играющий на позиции полузащитника. Ныне выступает за нидерландский любительский клуб «Пеликан-С».

## Клубная карьера
Шкодран Метай родился в косовском городе Печ. но рос и начал заниматься футболом в Нидерландах. Метай — воспитанник клуба «Гронинген». 2 сентября 2007 года Метай дебютировал в Эредивизи, выйдя в стартовом составе «Гронингена» в гостевом поединке против «Аякса». Перед стартом сезона 2009/10 Метай на правах аренды перешёл в другой клуб Эредивизи «РКК Валвейк». Через год он вернулся в «Гронинген», а спустя ещё один год был отдан в аренду клубу Первого дивизиона «Эммен», который впоследствии приобрёл права на игрока. Сезон 2014/15 Метай провёл в албанской Суперлиге, выступая за команду «Фламуртари».
В мае 2020 года перешёл в любительский клуб «Пеликан-С».

## Карьера в сборной
21 мая 2014 года Шкодран Метай дебютировал за сборную Косова в товарищеском матче против сборной Турции, заменив в перерыве полузащитника Фаноля Пердедая.

## Статистика выступлений

### В сборной
| Матчи и голы Шкодрана Метая за сборную Косова | Матчи и голы Шкодрана Метая за сборную Косова | Матчи и голы Шкодрана Метая за сборную Косова      | Матчи и голы Шкодрана Метая за сборную Косова | Матчи и голы Шкодрана Метая за сборную Косова | Матчи и голы Шкодрана Метая за сборную Косова | Матчи и голы Шкодрана Метая за сборную Косова |
| №                                             | Дата                                          | Место проведения                                   | Соперник                                      | Счёт                                          | Голы                                          | Соревнование                                  |
| --------------------------------------------- | --------------------------------------------- | -------------------------------------------------- | --------------------------------------------- | --------------------------------------------- | --------------------------------------------- | --------------------------------------------- |
| 1                                             | 21 мая 2014                                   | Олимпийский стадион Адем Яшари, Косовска-Митровица | Турция                                        | 1:6                                           | —                                             | Товарищеский матч                             |
| 2                                             | 25 мая 2014                                   | Стад де Женев, Женева                              | Сенегал                                       | 1:3                                           | —                                             | Товарищеский матч                             |
| 3                                             | 7 сентября 2014                               | Городской стадион, Приштина                        | Оман                                          | 1:0                                           | —                                             | Товарищеский матч                             |

Итого: 3 матча / 0 голов; eu-football.info.